# Prionailurus viverrinus
Il gatto pescatore (Prionailurus viverrinus Bennett, 1833), chiamato anche gatto viverrino, è un felino del genere Prionailurus diffuso nel Sud-est Asiatico.

## Descrizione
È un felide di media grandezza, dalle lunghe zampe e dalla coda corta. La sua testa è allungata, con orecchie molto piccole e tonde, poste molto indietro. Il suo pelame, morbido e senza lucentezza, è grigio terreo, brunastro sul dorso, più chiaro sotto il ventre; è tutto punteggiato di piccole macchie nere, allungate, di varia grandezza e disposte in file longitudinali sul dorso e sui fianchi. La coda è, più o meno distintamente, inanellata. Gli artigli non sono completamente retrattili e i piedi anteriori sono palmati. L'animale può camminare tenendo le dita aperte a ventaglio; questo adattamento gli permette, verosimilmente, di muoversi a suo agio sui terreni paludosi del suo habitat. Lungo circa 70–80 cm, la sua coda non supera i 30 cm. Pesa tra gli 8,5 e i 12,5 kg.

## Distribuzione geografica
La distribuzione geografica del gatto pescatore comprende la maggior parte dell'Asia tropicale. Vive nel Nepal, nel Pakistan, in Birmania, in Thailandia, nella Cina meridionale, in Indocina e in tutta la penisola malese. In India è distribuito in maniera ineguale; infatti in parecchie regioni è assente. Nella penisola indiana esso s'incontra solo sulla costa del Malabar, fino al Capo Comorin. È raro nella regione di Madurai, nell'India meridionale, ma vive numeroso nella pianura del Gange e nel Bengala. Il gatto pescatore si ritrova pure nelle giungle di Ceylon, dove però è poco frequente, e nelle zone secche della parte settentrionale dell'isola. Vive anche a Sumatra e sulla costa settentrionale e su quella occidentale di Giava.

## Habitat
Il gatto pescatore vive all'interno e alla periferia delle grandi foreste; è stato visto anche nelle regioni incolte; alcuni cacciatori lo hanno stanato nei canneti e fra le graminacee, costeggianti i corsi d'acqua e gli acquitrini. Predilige gli estuari e le mangrovie costiere. Si arrampica con agilità, ma preferisce starsene a terra, dove trova le sue prede. Nell'Himalaya s'incontra fino a 1500 m di altitudine.

## Biologia
Questo gatto non è completamente notturno, perché lo si vede molto spesso aggirarsi durante il giorno nel sottobosco della giungla. È un felide irascibile, che può diventare pericoloso quando è ferito. Gli abitanti della regione di Malabar, in India, lo accusano di aver portato via bambini in tenera età, lasciati soli nelle misere capanne dai genitori. Vero è che esso non esita ad avvicinarsi ai villaggi. Il naturalista Hutton, quando abitava tra i monti Anamalai, nell'India meridionale, ricevette la visita di un gatto pescatore che, in cinque notti consecutive, gli rubò, prima di finire nella tagliola, 2 anatre, poi altre 3, 2 conigli adulti e infine 7 coniglietti. Questo felide cattura i pesci, standosene accovacciato su una pietra o sull'argine, da dove li prende con una zampata. Contrariamente a quanto si credeva a suo tempo, non catturerebbe i pesci tuffandosi in acqua. Si sa che si nutre principalmente di pesci e di molluschi d'acqua dolce, a cui dà la caccia negli acquitrini e nei corsi d'acqua. Lo zoologo Hodgson riferisce che un gatto pescatore fu visto mentre divorava un grosso serpente. Si afferma anche che uccide vitelli e pecore. Uno di questi gatti sembra che si fosse specializzato nella cattura di cani paria. Il gatto pescatore si ciba anche di rane e di piccoli rettili. Secondo Buchanan Hamilton, va pazzo per i molluschi acquatici Ampullaria e Unio, che abbondano in alcune regioni dell'India.

## Riproduzione
La vita intima del gatto pescatore è poco conosciuta. Phillips ritiene che a Ceylon la femmina partorisca 2 piccoli, o nel cavo di un albero o in fondo a una tana. Hutton riferisce che due gattini, con gli occhi ancora chiusi, furono trovati in una piantagione di tè, a poca distanza da un grosso albero. A Cannanore, in India, un gattino fu trovato, nel mese di giugno, in mezzo ad un canneto. Una femmina, seguita da due piccoli fu vista, in aprile, nel Bihar. Allo zoo di Hannover, il 6 marzo 1959, una femmina partorì 2 piccoli. Il gatto pescatore si è riprodotto anche allo zoo di Francoforte, nel 1960, nel 1961 e nel 1963: si registrò la nascita di 3 gattini. Altri 2 ne nacquero nel marzo 1964, allo zoo di Filadelfia. Secondo Ulmer il loro peso alla nascita era di 170 g; misuravano 18,3 cm di lunghezza. Una seconda figliata, di 2 piccoli, si verificò allo zoo di Filadelfia il 28 febbraio 1966, dopo una gestazione di 63 giorni. Un altro parto si è verificato il 18 maggio 2012 allo zoo di Washington- Il pelame dei piccoli non differisce da quello dei loro genitori. A un mese e mezzo di età i gattini si divertono a bagnarsi e a scorrazzare nell'acqua. Cominciano a mangiare la carne verso il 55º giorno.
Il gatto viverrino resta per lo più selvaggio e aggressivo, anche se catturato piccolino; tuttavia, si conoscono casi di gattini, addomesticatisi molto bene in pochissimo tempo.